# محكمة مقاطعة بوتر (بنسلفانيا)
محكمة مقاطعة بوتر هو المبنى الحكومي الرئيسي لمقاطعة بوتر، بنسلفانيا، الولايات المتحدة. يقعُ في منطقة كودرسبورت التاريخية في مقر مقاطعة بوتر في كودرسبورت نفسها. أُضيفَ هذا المبنى التاريخي والسياحي في نفس الوقتِ إلى السجل الوطني للأماكن التاريخية في 24 شباط/فبراير 1975. قاعة المحكمة هي هيكلٌ من الإحياء اليوناني مع بعض العناصر الفيكتورية الممزوجة به.

## التاريخ
صُمِّمَت محكمة مقاطعة بوتر من قِبل ويليام بيل من مقاطعة وارن، حيث بدأ البناء في عام 1851 واكتمل في عام 1853. في عام 1888، غُيّر سقف المحكمة، مما أدى إلى جدل حول "تبديد" أموال الضرائب في مبنى محكمة جديد نسبيًا. جُدِّدَ مبنى المحكمة من قبل إدارة الأشغال المدنية في شتاء 1933 – 34.